# Publius Enigma
Das Publius-Enigma ist ein Internetphänomen und ein ungelöstes Problem, das mit kryptischen Nachrichten begann, die von einem Benutzer, der sich nur als "Publius" identifiziert, über den Penet-Remailer, einen inzwischen nicht mehr existierenden anonymen Informationsaustauschdienst, an die unmoderierte Usenet-Newsgroup alt.music.pink-floyd geschickt wurden. Der Bote schlug im Zusammenhang mit dem 1994 erschienenen Pink-Floyd-Album The Division Bell ein Rätsel vor und versprach, dass die Antwort zu einer Belohnung führen würde.
Der Gitarrist David Gilmour bestritt jede Beteiligung, während der Albumkünstler Storm Thorgerson verwirrt war. Laut Schlagzeuger Nick Mason war EMI Records dafür verantwortlich. Es bleibt unklar, ob es sich bei dem Rätsel um ein wirklich lösbares Rätsel als Teil eines frühen Internet-basierten Wettbewerbs oder um einen verschlungenen Hoax handelt.

## Geschichte
Während der Division Bell-Welttournee 1994 flog Columbia Records ein 59 Meter langes Luftschiff namens The Division Belle zwischen den Konzertorten von Pink Floyd. Die elektronische Pressemappe von Columbia Records wurde zusammen mit dem Promo Spots Video, bestehend aus Interviews mit Bandmitgliedern, Filmmaterial über das Luftschiff in Aktion, und einem Segment, das Folgendes enthielt, an die Medien verteilt:
"A spokesperson for Pink Floyd has issued the following statement: You have spotted the Pink Floyd Airship. Do not be alarmed. Pink Floyd have sent their airship to North America to deliver a message. The Pink Floyd Airship is headed towards a destination where all will be explained upon arrival. Pink Floyd will communicate."
"Ein Sprecher von Pink Floyd hat die folgende Erklärung abgegeben: Sie haben das Luftschiff Pink Floyd gesichtet. Seien Sie nicht beunruhigt. Pink Floyd haben ihr Luftschiff nach Nordamerika geschickt, um eine Botschaft zu überbringen. Das Pink Floyd-Luftschiff ist auf dem Weg zu einem Bestimmungsort, wo bei der Ankunft alles erklärt werden wird. Pink Floyd wird kommunizieren."
Am 11. Juni 1994 schickte ein Benutzer des anonymen Penet-Remailer-Dienstes die folgende Nachricht an die Usenet-Newsgroup alt.music.pink-floyd:
| >>>>>>>> T H E M E S S A G E <<<<<<<< My friends, You have heard the message Pink Floyd has delivered, but have you listened? Perhaps I can be your guide, but I will not solve the enigma for you. All of you must open your minds and communicate with each other, as this is the only way the answers can be revealed. I may help you, but only if obstacles arise. Listen. Read. Think. Communicate. If I don't promise you the answers would you go. Publius | >>>>>>>> D I E N A C H R I C H T <<<<<<<< Meine Freunde, Sie haben sicher die Nachricht, die uns Pink Floyd übermittelt hat gehört, aber haben Sie wirklich zugehört? Ich kann ihr Wegweiser sein, aber ich kann dieses Rätsel nicht für Sie lösen. Sie müssen alle ihren Geist öffnen und miteinander kommunizieren, da dies die einzige Möglichkeit ist das Rätsel zu lösen. Ich werde Ihnen helfen, aber nur wenn es zu Schwierigkeiten kommen sollte. Hört. Lest. Denkt. Kommuniziert. Wenn ich Ihnen die Antworten nicht verspreche, würden Sie gehen. Publius |
| --- | --- |

Ein Follow-up erklärte die Herausforderung:
| AS SOME OF YOU HAVE SUSPECTED, "The Division Bell" is not like its predecessors. Although all great music is subject to multiple interpretations, in this case there is a central purpose and a designed solution. For the ingenious person (or group of persons) who recognizes this - and where this information points to - a unique prize has been secreted. How and Where? The Division Bell Listen again Look again As your thoughts will steer you Leading the blind while I stared out the steel in your eyes. Lyrics, artwork and music will take you there | WIE EINIGE VON IHNEN SCHON GERATEN HABEN IST, "The Division Bell" nicht wie sein Vorgänger. Obwohl jede großartige Musik einer Vielzahl von Interpretationen, in diesem Fall gibt es einen zentralen Zweck und eine entworfene Lösung. Für die geniale Person (oder Personengruppe) wer dies anerkennt - und wohin diese Information weist - eine einzigartige Preis wurde geheim gehalten. Wie und wo? Die Abteilungsglocke Nochmals anhören Nochmal schauen Wie Ihre Gedanken Sie lenken werden Die Blinden anführen, während ich auf den Stahl starrte in Ihren Augen. Texte, Kunstwerke und Musik werden Sie dorthin führen |
| --- | --- |

Um die daraus resultierende Skepsis zu widerlegen, willigte Publius ein, seine Authentizität nachzuweisen. Am 16. Juli 1994 gab er eine Vorhersage ab:
| To validate the trust of those who believe, as well as to reconcile the doubt of others, I have gone to great lengths to plan the following display of communication: Monday, July 18 East Rutherford, New Jersey Approximately 10:30pm Flashing white lights. There is an enigma. Trust. | das Vertrauen derer, die glauben, zu bestätigen, sowie um die Zweifel der anderen zu versöhnen, habe ich mich Längen, um die folgende Darstellung der Kommunikation zu planen: Montag, 18. Juli East Rutherford, New Jersey Ungefähr 22:30 Uhr Blinkende weiße Lichter. Es gibt ein Rätsel. Vertrauen. |
| --- | --- |

In der Nacht vom 18. Juli 1994 buchstabierten Muster in den Lichtern auf der Vorderseite der Bühne beim Pink-Floyd-Konzert in East Rutherford kurzzeitig die Worte ENIGMA PUBLIUS.
Im September 1996 wurde der Penet-Remailer-Dienst von seinem Schöpfer wegen rechtlicher Gefährdung der garantierten Anonymität seiner Nutzer eingestellt. Infolgedessen wurde der Kontakt zur Newsgroup über das zugehörige Publius-Konto eingestellt. Spätere Postings im Publius-Stil von anderen Adressen haben zu unterschiedlichen Meinungen über den Status des Rätsels und darüber geführt, ob es jemals gelöst wurde oder nicht.

## Offizielle Stellungnahmen
Während eines Webchats im Jahr 2002 sagte der Gitarrist David Gilmour, das Rätsel sei "irgendeine dumme Sache der Plattenfirma, die sie sich ausgedacht haben, um die Leute zu verwirren". Im April 2005, während einer Buchsignierung seines biografischen Werks Inside Out: A Personal History of Pink Floyd, wiederholte der Schlagzeuger Nick Mason, dass Publius Enigma von der Plattenfirma angestiftet worden sei und dass der Preis eine "Baumpflanzung in einem abgeholzten Waldgebiet oder etwas in dieser Richtung" gewesen wäre.
Die Kommentare von Mason bestätigen Teile eines früheren Interviews von Sean Heisler mit Marc Brickman, dem Licht- und Produktionsdesigner von Pink Floyd und dem Mann, der anscheinend dafür verantwortlich war, die "ENIGMA PUBLIUS"-Botschaft beim Konzert in New Jersey ins rechte Licht zu rücken.
 "...I think it really came and out of though - it came out of some guy of Washington DC, that used to be with the CIA or FBI or something that was in the encryption game. He decided he wanted to do some kind of album cover, and he started talking to Steve O'Rourke, and I think what happened was Steve O'Rourke had in his brilliant mind that he was going to try something on the internet because he had been listening to me. And he got this guy, cause if you notice a lot of this stuff can't be traced where it comes from. And I know that Dave for one thing didn't even know how to sign on."
"... ich glaube, es kam und ging - es kam aus irgendeinem Typen aus Washington DC, der früher bei der CIA oder dem FBI war oder etwas, das mit Verschlüsselung zu tun hatte. Er beschloss, dass er eine Art Albumcover machen wollte, und er fing an, mit Steve O'Rourke zu sprechen, und ich glaube, was passierte, war, dass Steve O'Rourke in seinem brillanten Verstand hatte, dass er etwas im Internet versuchen wollte, weil er mir zugehört hatte. Und er bekam diesen Typen, denn wenn man merkt, dass vieles von diesem Zeug nicht zurückverfolgt werden kann, wo es herkommt. Und ich weiß, dass Dave zum einen nicht einmal wusste, wie er sich anmelden sollte."

## In den Medien
Mögliche Hinweise auf das Publius-Enigma finden sich in verschiedenen Pink Floyd-Veröffentlichungen:
- Pulse, eine DVD des am 20. Oktober 1994 im Fernsehen übertragenen Konzerts in Earls Court, London, enthält Aufnahmen des Wortes "ENIGMA", das während des Songs "Another Brick in the Wall (Part II)" in großen Buchstaben auf den Bühnenhintergrund projiziert wird. Die Autorenfirma der DVD, Das Boot, verwendet eine Rätselmaschine als Logo, das am Ende der Show zu sehen ist.[16]

- In der 2019 neu bearbeiteten Fassung von "Pulse", die im "The Later Years"-Box-Set enthalten ist, werden verschiedene Kamerawinkel ersetzt, so dass die "ENIGMA"-Projektion weniger hervorsticht. Man sieht immer noch "MA" in einer Einstellung und die Unterseite von "IGMA" in einer anderen, aber die prominente Weitwinkelaufnahme, auf der deutlich "ENIGMA" zu sehen ist, scheint absichtlich entfernt worden zu sein.

- Im Kunstwerk für die MiniDisc-Veröffentlichung von "A Momentary Lapse of Reason of Reason" wurde das Wort "PUBLIUS" in das Foto des Mannes im Roggenfeld eingefügt. Das Wort "ENIGMA" erscheint in der unteren Ecke des Bildes des Mannes, der am Rande der Klippe steht.[17]

- Die Worte "Publius Enigma" werden kurz vor dem Lied "One of These Days" auf der 2003 erschienenen DVD-Veröffentlichung von Pink Floyd: Live at Pompeii gesprochen.[18]

- Das Cover von Storm Thorgerson für John Harris’ Buch The Dark Side of the Moon (Die dunkle Seite des Mondes): The Making of the Pink Floyd Masterpiece enthält den folgenden Text: "[...] trotz zahlreicher Versuche, die Geheimnisse seines Erfolgs zu lüften, bleibt die allgegenwärtige Popularität dieser Platte ein Rätsel..."

- Seite 13 des CD-Booklets von The Division Bell enthält ein Anagramm des Wortes "Enigma", versteckt in der dritten Spalte rechts von der obersten Strophe des Textes zu Wearing the Inside Out, perfekt ausgerichtet mit der Seitenzahl "jyusan"[19]. Anthony Moore, der den Text des Liedes schrieb, hat bestritten, dass dies seinerseits beabsichtigt war.[20]

- Die offizielle Pink Floyd-Biographie enthält die Aussage "[...] getreu ihren Anfängen hat es in ihrem Herzen immer ein Rätsel gegeben" und endet mit "Denn im Herzen von Pink Floyd hat es immer ein Rätsel gegeben...".[21]

- Der Ian Emes-Film The Endless River (2019), der in The Later Years zu finden ist, zeigt die Worte Publius Enigma am Ende des zweiten Allons-Y-Liedes.[22]